# Coldness
A Coldness a Kotipelto nevű finn power metal együttes második nagylemeze.
2004-ben került a piacra, a rajta található összes számot Timo Kotipelto írta. Megjelenésére a Stratovarius 2003-tól 2004-ig tartó első válsága adott lehetőséget, amikor a zenekaron belül érezhető feszültségek miatt több tag előbb összeveszett egymással, majd az énekes Kotipeltot és a dobos Jörg Michaelt a gitáros Timo Tolkki kirúgta az együttesből. Ebben az időszakban sok Strato rajongó vette meg Kotipelto albumát azzal a tudattal, hogy már csak itt hallhatja énekelni kedvencét. Talán részben ezért is az album igen jó eladási mutatókat produkált. 2004 végén azonban, Tolkki gyógykezelését követően mindkét tag újra csatlakozott a Stratovariushoz.
Az album kiadását két kislemez előzte meg, előbbi Reasons, utóbbi Take Me Away címmel jelent meg 2004-ben.

## A lemez tartalma
- 1. Seeds of Sorrow - 4:09
- 2. Reasons - 3:46
- 3. Around - 5:24
- 4. Can you hear the sound - 3:19
- 5. Snowbound - 4:34
- 6. Journey Back - 3:37
- 7. Evening's fall - 3:56
- 8. Coldness of my mind - 3:34
- 9. Take Me Away - 3:31
- 10. Here we are - 6:22

## A zenekar felállása
- Timo Kotipelto (ének)
- Michael Romeo (gitár)
- Antti Wirman (gitár)
- Jari Kainulainen (basszusgitár)
- Juhani Mamlberg (gitár)
- Gas Lipstick (dobok)